# バジャドリド (ユカタン州)
バジャドリド（Valladolid）は、メキシコのユカタン州にある自治体。マヤ文明の遺跡観光の拠点の一つ。カンクンとメリダの中間にあり、移動に便利な位置にある。プエブロ・マヒコ選出。